# ROK-gazet'
ROK-gazet' est un magazine sur le rock en espéranto publié entre 1990 et 2001.